# 18番街駅 (BMTシー・ビーチ線)
18番街駅（18ばんがいえき、英語: 18th Avenue）はブルックリン区の18番街と64丁目交差点に位置するニューヨーク市地下鉄BMTシー・ビーチ線の駅である。N系統が終日、W系統がラッシュ時に停車する。

## 駅構造
| G          | 地上階・駅舎               | 出入口 改札口、駅員詰所、メトロカード/OMNY自動販売機                                                     |
| P ホーム階 | 相対式ホーム、右側扉が開く | 相対式ホーム、右側扉が開く                                                                               |
| P ホーム階 | 北行緩行線                 | ← アストリア-ディトマース・ブールバード駅ゆき（ニュー・ユトレヒト・アベニュー駅）                        |
| P ホーム階 | 混雑方向急行線             | ← 定期列車なし                                                                                           |
| P ホーム階 | 中央線                     | → 路盤のみ                                                                                               |
| P ホーム階 | 南行緩行線                 | → コニー・アイランド-スティルウェル・アベニュー駅ゆき（20番街駅）→ ラッシュ時：86丁目駅ゆき（20番街駅）→ |
| P ホーム階 | 相対式ホーム、右側扉が開く | |

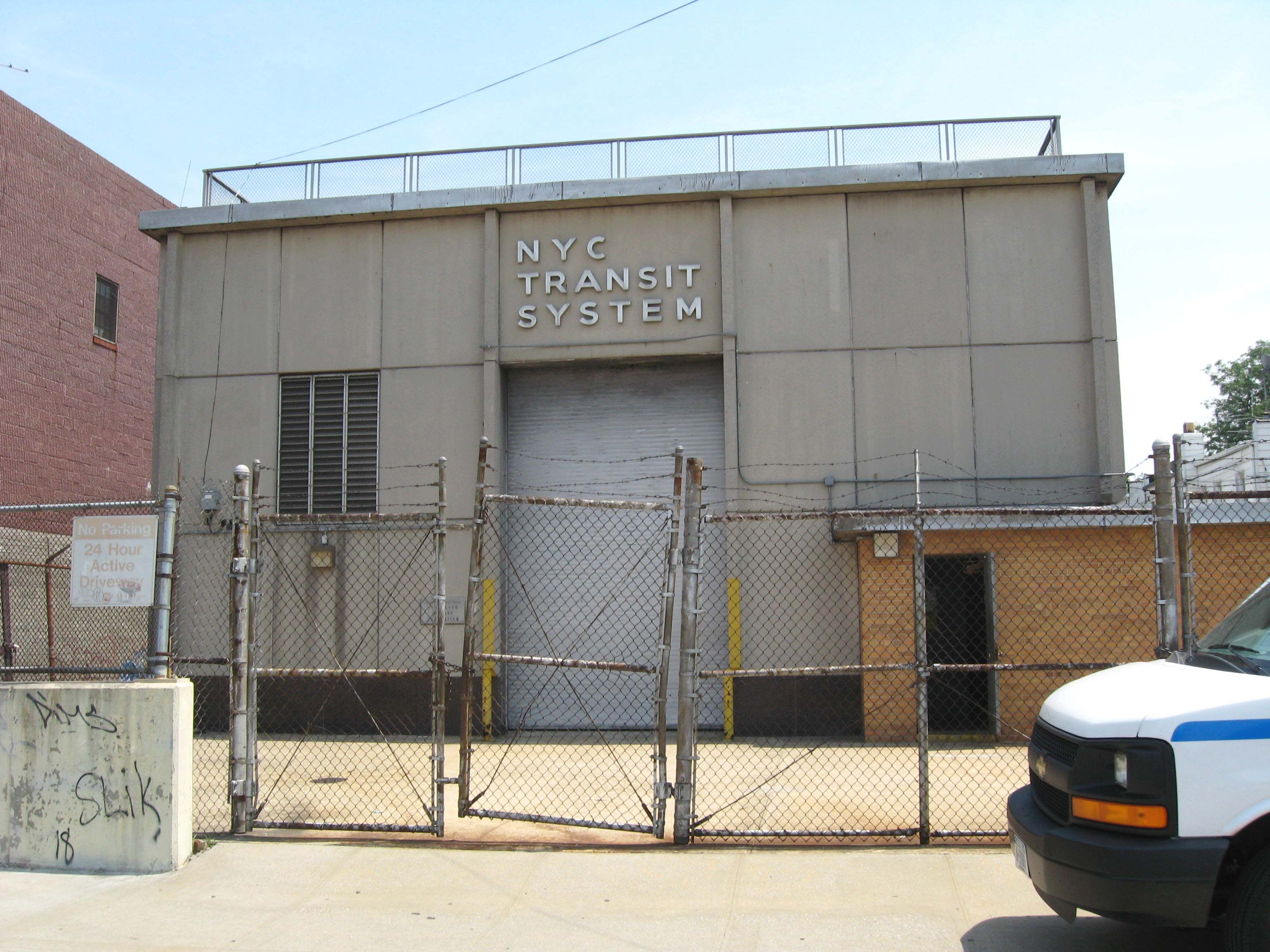
駅近くにある変電所

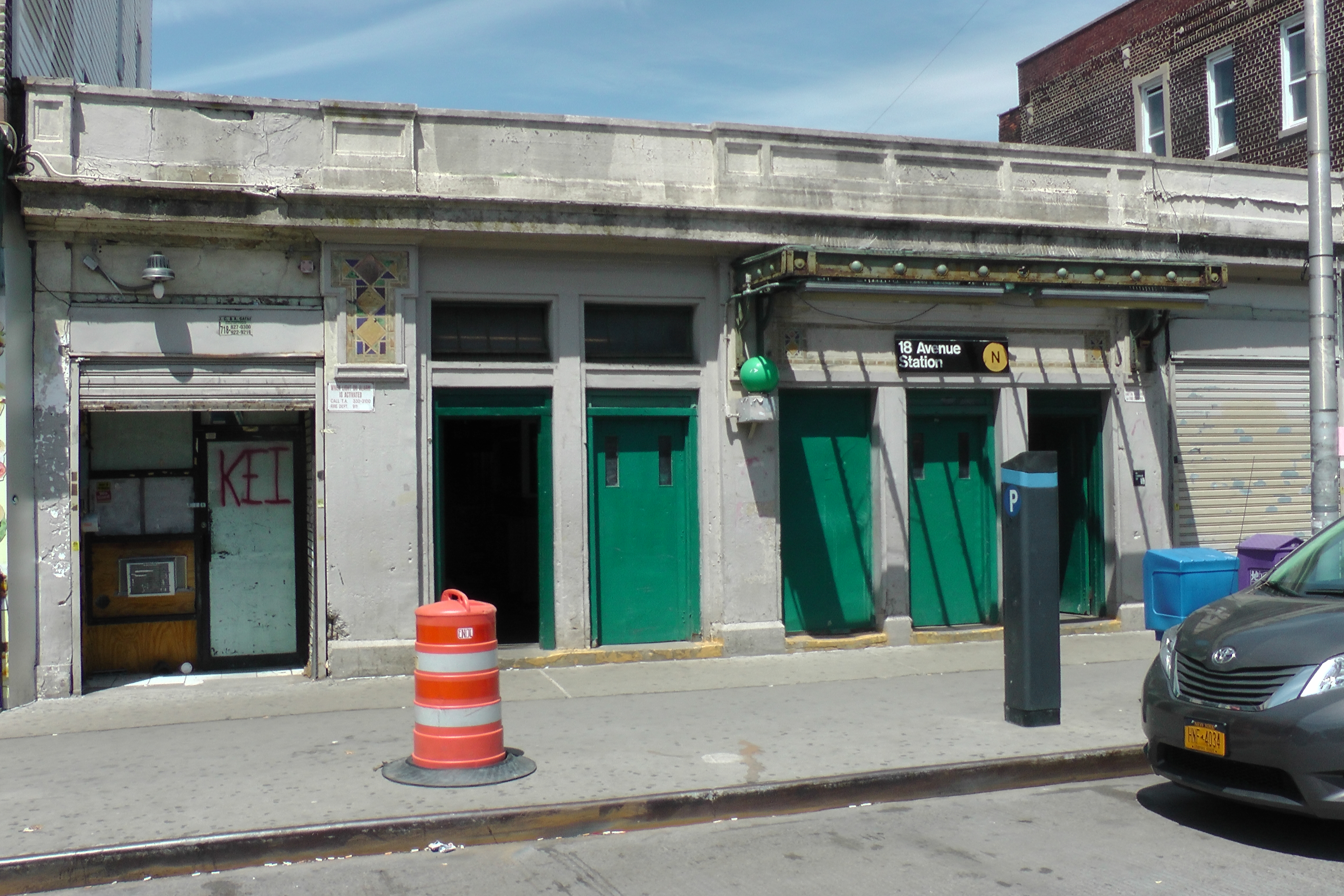
入口

駅は1915年6月22日に開業、相対式ホーム2面4線の掘割駅だが、急行線は使用されていない。ホームの壁や屋根は全てコンクリート製である。
2016年より改装工事が行われ、マンハッタン方面ホームが2016年1月18日から2017年5月22日まで改装された。コニー・アイランド方面ホームは2017年7月31日より行われ、2019年7月1日に終了している。

### 出口
改札は東西2か所にある。東側にある終日営業の改札からは18番街に、西側にある無人改札からは17番街に出ることができる。